# 1-я бригада речных кораблей Дунайской военной флотилии

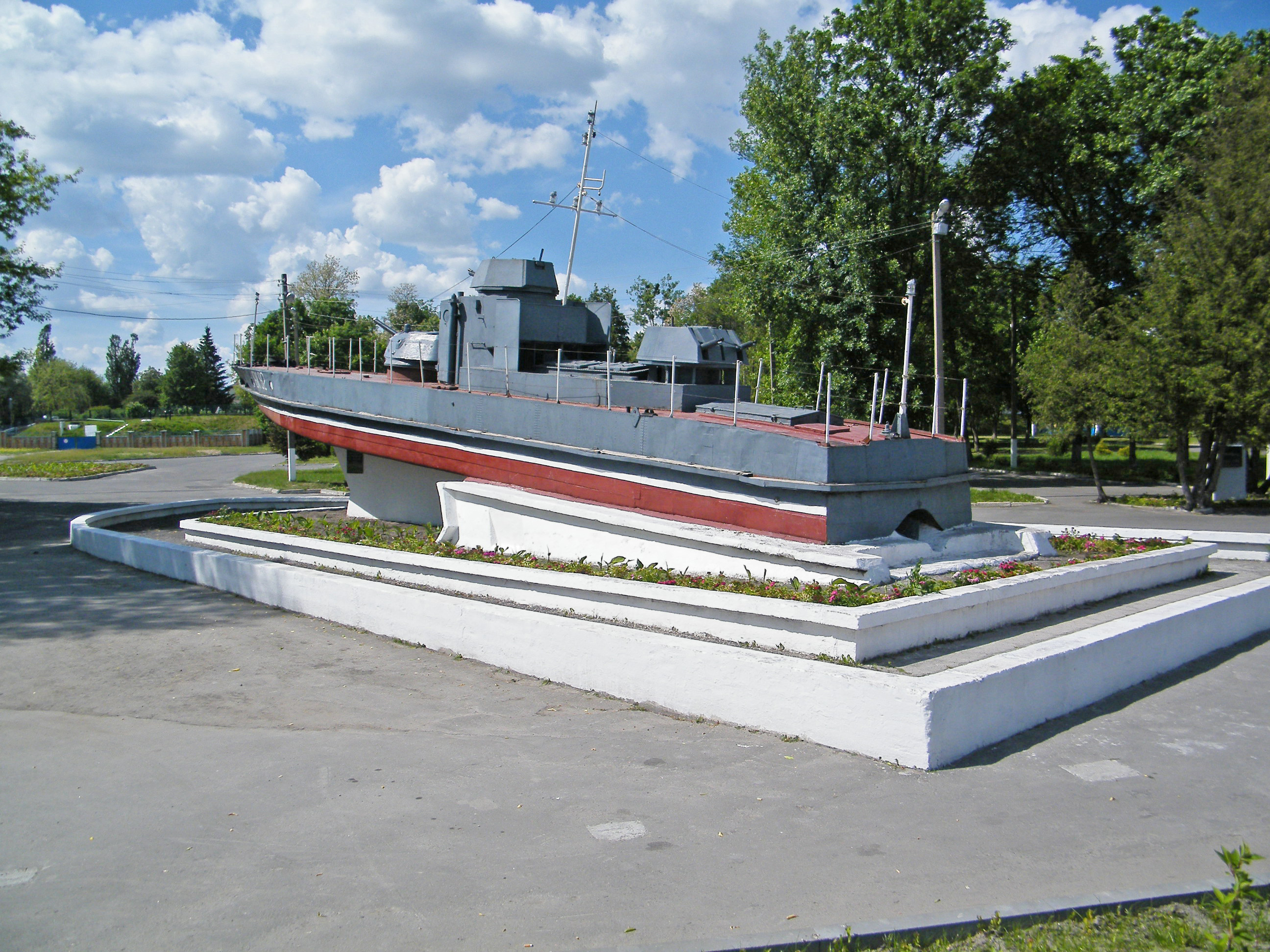
Бронекатер-памятник

1-я Керченско-Венская Краснознамённая бригада речных кораблей Дунайской военной флотилии — тактическое соединение Дунайской военной флотилии ВМФ СССР в годы Великой Отечественной войны. Принимала участие в форсировании Днестровского лимана, а также в освобождении Белграда, Будапешта, Братиславы и Вены.

## История
Краснознамённое соединение Азовской (с апреля 1944 года Дунайской) военной флотилии, сформированное 22 октября 1943 года как бригада бронекатеров. Первоначально в её состав вошли 3, 4 и 1-й гвардейский дивизионы бронекатеров (всего 28 кораблей), личный состав которых к моменту формирования бригады обладал большим боевым опытом, полученным в Сталинградской битве, в сражениях при освобождении Новороссийска, Таманского полуострова, портов и баз Азовского моря.
Боевой путь бригада начала в Керченско-Эльтигенской десантной операции 1943 года, в ходе которой бронекатера прикрывали десантные отряды с частями 56-й армии на переходе морем, подавляли огневые точки противника в местах высадки, доставляли десантникам подкрепления, вооружение и боеприпасы, эвакуировали раненых и выполняли другие задачи. В январе 1944 года корабли соединения участвовали в высадке десантов на мыс Тархан и непосредственно в Керченский порт, затем вместе с другими соединениями флотилии — в перевозке на Керченский полуостров войск, боевой техники, снаряжения, продовольствия и других грузов для соединений и частей Отдельной Приморской армии.
За активные и умелые боевые действия при освобождении Керченского полуострова бригада удостоена почётного наименования «Керченской» (4.5.1944); многие моряки соединения награждены орденами и медалями, а командиру бригады капитану 3 ранга П. И. Державину и 7 воинам присвоено звание Героя Советского Союза.
В августе 1944 года бригада в ходе Ясско-Кишинёвской операции оказывала огневое содействие войскам 3-го Украинского фронта при освобождении гг. Аккерман (Белгород-Днестровский), Браилов, Тульча, а также ряда островов и прибрежных населённых пунктов. Одновременно бронекатера вели разведку в гирлах Дуная, охраняли переправы сухопутных войск, осуществляли поиск кораблей и плавсредств противника. С 20 по 27 августа 1944 года катера бригады уничтожили 1 монитор, 6 барж, 2 буксира, захватили в качестве трофеев миноносец, монитор, 3 десантные и 72 транспортные баржи с военными грузами, около 30 буксиров и различных судов.
Указом Президиума Верховного Совета СССР от 25 сентября 1944 года за успешное выполнение заданий командования в боях е немецкими захватчиками за города Тульча и Сулина и проявленные доблесть и мужество бригада награждена Орденом Красного Знамени.. А её 4-й дивизион получил наименование «Тульчинского» (7.9.1944).
В сентябре 1944 года бригада во взаимодействии с частями 113-й стрелковой дивизии участвовала в освобождении югославского города Неготин, в середине октября преодолела пороги Железных Ворот и начала боевые действия на Среднем Дунае, в районе Смедерево, на подступах к Белграду. В ночь на 17 октября 1944 года корабли бригады скрытно прошли мимо вражеских береговых батарей и вышли к набережным Белграда, где огнём реактивной артиллерий и пулемётов прикрывали фланги соединений 3-го Украинского фронта и Народно-освободительной армии Югославии (НОАЮ), освобождавших столицу Югославии.
За самоотверженные боевые действия и героизм моряков 1-й гвардейский дивизион бронекатеров бригады удостоен почётного наименования «Белградского» (14.11.1944), 4-й дивизион бронекатеров — ордена Александра Невского.
В конце октября 1944 года соединение, пополненное трофейными кораблями, было переформирована 1-ю Керченскую Краснознамённую бригаду речных кораблей (в составе 35 бронекатеров и 3 мониторов).
До конца 1944 года бригада продолжала продвигаться вверх по Дунаю, участвуя в освобождении многих югославских и венгерских городов и перевозя через Дунай части сухопутных войск. Только в районах Батина, Мохача и Байя бригада перевезла около 15 тыс. солдат и офицеров, свыше 750 танков и самоходных орудий, 106 бронемашин и более 31 тысяч тонн различных грузов; эвакуировала на левый берег реки свыше 14 700 раненых и военнопленных. После ликвидации будапештской группировки противника бригада вместе с другими соединениями Дунайской флотилии вела боевые действия на братиславско-венском направлении. Она высаживала многие десанты (Эстергомский десант, десант в районе Опатовац – Сотин), участвовала во взятии г. Комарно. Особенно отличились моряки при высадке десанта в центре Вены, предотвратив взрыв Имперского моста.
За образцовое выполнение боевых заданий командования при освобождении столицы Австрии и проявленные при этом личным составом доблесть и мужество бригаде было присвоено почётное наименование «Венской» (17.5.1945).

## Состав
В состав входили 1-й гвардейский (17 кораблей) 3-й (18 кораблей) дивизионы бронекатеров и 1-й дивизион мониторов (корабли «Керчь», «Азов», «Измаил»).

## Подчинение
В составе: Азовской военной флотилии с 22.10.1943; Дунайской военной флотилии с апреля 1944 года.

## Командиры
- капитан 2-го ранга П. И. Державин (октябрь 1943 — октябрь 1945).

## Отличившиеся воины
За героизм, отвагу и мужество, проявленные личным составом бригады в боях с немецко-фашистскими захватчиками, сотни её воинов награждены орденами и медалями, а 7 из них старшинам и краснофлотцам присвоено звание Героя Советского Союза.
- Державин, Павел Иванович
- Поляков Василий Васильевич